# الرشايقة
الرشايقة إحدي بلديات دائرة حمادية بولاية تيارت الجزائرية.